# Donald Charlton Bradley
Donald Charlton Bradley CBE, FRS (1924) é um químico britânico. Foi laureado com a Medalha Real de 1998.